# 青木清 (実業家)
青木 清（あおき きよし、1902年1月9日 - 1978年5月6日）は、日本の経営者。愛知県名古屋市出身。

## 来歴・人物
1927年に東京帝国大学法学部政治学科を卒業し、同年に東京ガスに入社。1930年4月に東邦ガスに転じ、同年10月に取締役に就任し、常務、専務、副社長を経て、1964年8月に社長に就任。
1964年11月に藍綬褒章を受章し、1972年11月に勲二等旭日重光章を受章。。
1978年5月6日急性心筋梗塞のために死去。76歳没。